# Mária Anna Zsófia szász hercegnő
Mária Anna Zsófia (teljes német nevén Maria Anna Sophie Sabina Angela Franziska Xaveria Prinzessin von Polen und Sachsen (Drezda, 1728. augusztus 29. – München, 1797. február 17.) a Wettin-házból származó szász (választófejedelmi) hercegnő, lengyel királyi hercegnő, II. Frigyes Ágost szász választófejedelem és lengyel király leánya. III. Miksa bajor választófejedelemmel kötött házassága révén 1747–77 között Bajorország választófejedelemnéje (Kurfürstin von Bayern).

## Élete

### Származása

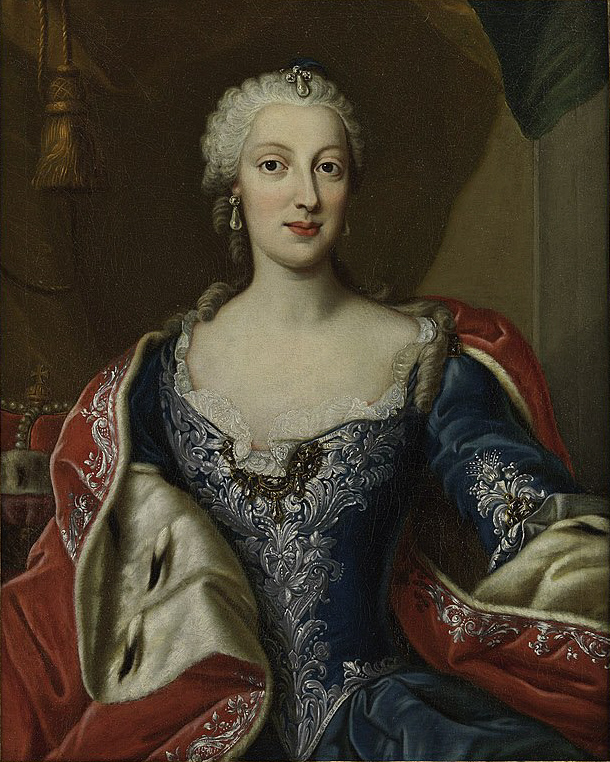
Mária Anna Zsófia szász hercegnő, lengyel királyi hercegnő, bajor választófejedelemné
(Portré Georg Desmarées műhelyéből, készült 1765 körül).

Mária Anna Zsófia szász hercegnő 1728-ban született Drezdában, a Szász Választófejedelemség székvárosában. Édesapja a Wettin-ház Albert-ágából való Frigyes Ágost szász trónörökös (1696–1763) volt, II. Ágost lengyel királynak (Erős Ágost, 1670–1733) és Christiane Eberhardine von Brandenburg-Bayreuth porosz hercegnőnek (1671–1727), címzetes lengyel királynénak egyetlen (törvényes) fia.
Édesanyja a Habsburg-házból származó Mária Jozefa osztrák főhercegnő (1699–1757) volt, I. József német-római császár, magyar és cseh király (1678–1711) és Vilma Amália braunschweig–lüneburgi hercegnő (1673–1742) legidősebb leánya, Mária Terézia főhercegnő, a későbbi császárné unokanővére.
Tizenöt testvér sorában Mária Anna Zsófia hercegnő született hetedikként:
1. Frigyes Ágost Ferenc Xavér (1720–1721) kisgyermekként meghalt.
2. József Ágost Vilmos Frigyes Ferenc Xavér János Nepomuk (1721–1728), gyermekként meghalt.
3. Frigyes Keresztély Lipót János György Ferenc Xavér (1722–1763), aki 1763-ban Szászország választófejedelme lett.
4. Egy halva született leány (*/† 1723)
5. Mária Amália Krisztina Franciska Xaveria Flora Walburga (1724–1760), aki 1738-ban III. Károly spanyol király felesége lett.
6. Mária Margareta Franciska Xaveria (1727–1734), gyermekkorában elhunyt.
7. Mária Anna Zsófia Szabina Angela Franciska Xaveria (1728–1797), aki 1747-ben III. Miksa bajor választófejedelemhez ment feleségül.
8. Ferenc Xavér Albert Ágost Lajos Benno herceg (1730–1806), Lausitz grófja, Szászország adminisztrátora.
9. Mária Jozefa Karolina (1731-1767), 1747-től Lajos dauphinnek (XV. Lajos francia király elsőszülött fiának) felesége, három francia király anyja
10. Károly Krisztián József Ignác Eugén Ferenc Xavér (1733–1796), 1758–1763 között Kurland és Semgallen hercege.
11. Mária Krisztina Anna Terézia Salomea Eulália Franciska Xaveria hercegnő (1735–1782), csillagkeresztes hölgy, a remiremonti hercegi apátság főnökasszonya.
12. Mária Erzsébet Apollónia Kazimira Franciska Xaveria (1736–1818), csillagkeresztes hölgy.
13. Albert Kázmér Ágost Ignác Pius Ferenc Xavér (1738–1822), 1765-től Teschen hercege, 1780–1793 között Németalföld helytartója, aki Mária Krisztina osztrák főhercegnőt, Mária Terézia leányát vette feleségül.
14. Klement Vencel Ágost Hubertus Ferenc Xavér (1739–1812), Trier hercegérseke és választófejedelme, Augsburg püspök-fejedelme (Fürstbischof).
15. Mária Kunigunda Dorottya Hedvig Franciska Xaveria Florentina (1740–1826) csillagkeresztes hölgy, Münsterbilsen kanonisszája, Thorn és Essen főapátnője.

1733-ban Mária Anna hercegnő apja megörökölte elhunyt nagyapja trónjait: II. Frigyes Ágost néven Szászország választófejedelme, III. Ágost néven Lengyelország királya és Litvánia nagyhercege lett. Valamennyi gyermeke felvehette a lengyel királyi herceg(nő)i és szász herceg(nő)i (Kurprinz(essin) von Sachsen) címet.

### Házassága

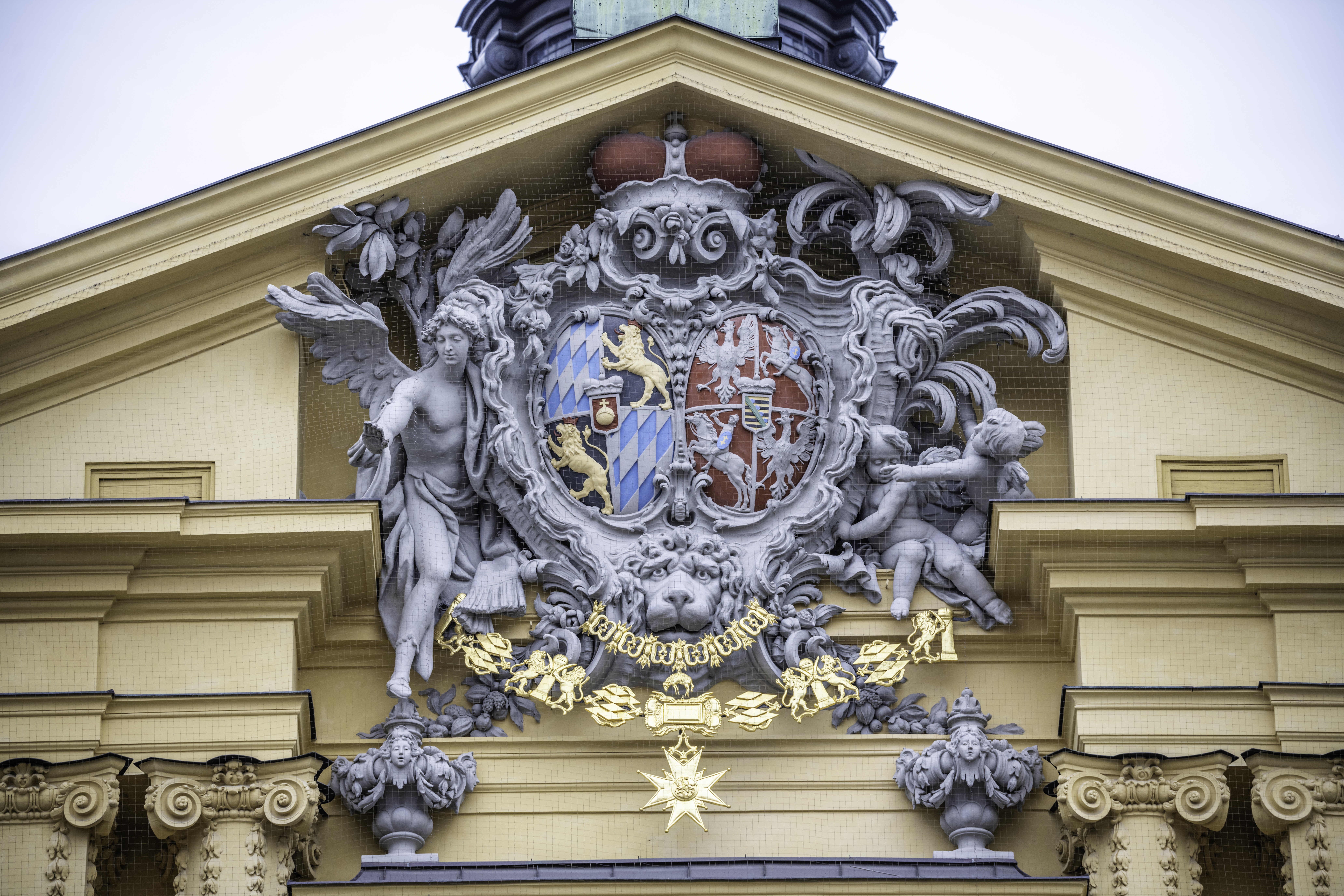
A lengyel-szász Wettin-család és a bajor Wittelsbachok közös címere a teatinusok templomának homlokzatán.

1747. július 9-én Mária Anna hercegnő feleségül ment III. Miksa (József) bajor választófejedelemhez (1727–1777), az 1745-ben elhunyt VII. Károly német-római császár és Mária Amália osztrák főhercegnő (1701–1756) fiához. Házasságuk gyermektelen maradt. Férje, III. Miksa József 1777-ben elhunyt.
Özvegységre jutva vált Bajorország történelmét befolyásoló személyiséggé. III. Miksa József halálával ugyanis férfi ágon kihalt a Wittelsbach-ház régi bajor vonala, az ún. Vilmos-ág (Wilhelminische Linie), amely az 1329-es paviai szerződés óta uralta a Bajor Hercegséget. Az 1774-ben a megkötött családi örökösödési szerződés értelmében az elhunyt Miksa József országát és választófejedelemi méltóságát a Wittelsbachok Rudolf-ágából (Rudolfinische Linie), a Pfalz-Sulzbach mellékágból származó IV. Károly Tivadar pfalzi választófejedelem (1724–1799) örökölte, egyesítve saját Pfalzi Választófejedelemségét (Kurpfalz) a bajor örökséggel, létrehozva a Pfalzbaiern-nek nevezett kettős hercegséget.
II. József császár, akinek második felesége az 1767-ben elhalt Mária Jozefa Antónia bajor hercegnő, az 1777-ben elhunyt Miksa József húga volt, e jogcímen már régóta megpróbálta megszerezni Bajorország tartományait saját birodalma számára, és erről már Miksa József életében titkos tárgyalásokat folytatott a pfalzi Károly Tivadarral. Utóbbinak csak törvénytelen gyermekei voltak, az ő öröklésük elismertetése fejében Károly Tivadar kész volt lemondani akár az egész Alsó–Bajorországról és Felső-Pfalzról. Cserében II. József neki ígérte Elő-Ausztria egyes részeit (Freiburgtól Konstanzig). E területeken József császár elismerte volna a törvénytelen hercegfiak öröklését.
Az özvegy választófejedelemné, Mária Anna Zsófia, akinek szintén nem volt saját gyermeke, tudott Károly Tivadar titkos tárgyalásairól. Féltette Bajorország egységét és függetlenségét a Habsburg Birodalomtól, ezért II. (Nagy) Frigyes porosz királlyal kezdett tárgyalásokat, hogy elismertesse vele a Wittelsbachok zweibrücken-birkenfeldi ágának öröklését Bajorországban. Mária Anna Zsófia törekvését támogatta saját unokaöccse, III. Frigyes Ágost szász választófejedelem is. III. Miksa József bajor választófejedelem halála után, 1778 elején II. József csapatai bevonultak Münchenbe, kitört a bajor örökösödési háború, amelybe Poroszország és a Szász Választófejedelemség is beavatkozott. Az 1779-ben megkötött tescheni békeszerződésben végül Károly Tivadart (Bajorország rovására tett területi engedmények fejében) elismerték egész Pfalz és Bajorország uralkodójának.
1784-ben II. József ismét kísérletet tett, hogy megszerezze Alsó-Bajorországot. Cserében az Osztrák-Németalföldet, továbbá Jülich és Berg hercegségeit ajánlotta fel. Károly Tivadar késznek mutatkozott a kedvező ajánlat elfogadására. Mária Anna Zsófia azonban unokaöccsén, Frigyes Ágoston keresztül továbbra is bírta II. Frigyes támogatását, aki 1785-ben létrehozta a német fejedelmek szövetségét, a Fürstenbundot, háborúval fenyegetve Ausztriát. II. József lemondott bajor terveiről.
Az özvegy Mária Anna Zsófia hercegné Fürstenried kastélyába vonult vissza. Bajor alattvalói körében nagy népszerűségnek örvendve élte le életét. Mindig számíthatott a Wittelsbachok zweibrücken-birkenfeldi ágának tagjaira, elsősorban II. Károly Ágostra, Zweibrücken hercegére (1746–1795), aki Mária Anna Zsófia bátyjának, az 1763-ban rövid uralkodás után elhunyt Frigyes Keresztély szász választófejedelemnek veje volt, valamint II. Károly Ágost öccsére, Miksa József zweibrückeni hercegre, aki végül, 1799-ben a gyermektelenül elhunyt Károly Tivadar választófejedelem örökségét megszerezve, IV. Miksa József néven mégis megszerezte Bajorország trónját a család zweibrücken-birkenfeldi ágának.
Mária Anna Zsófia özvegy választófejedelemné 1797-ben hunyt el Münchenben. Férje mellett, a teatinusok templomában (Theatinerkirche) nyugszik. A templom homlokzatán látható díszes kettős bajor–szász címer (Ignaz Günther szobrász műve) III. Miksa József bajor választófejedelem és Mária Anna Zsófia szász hercegnő házasságának alkalmából készült.

## További információ
- Családi, életrajzi adatai (The Peerage).